# Bosque templado de coníferas

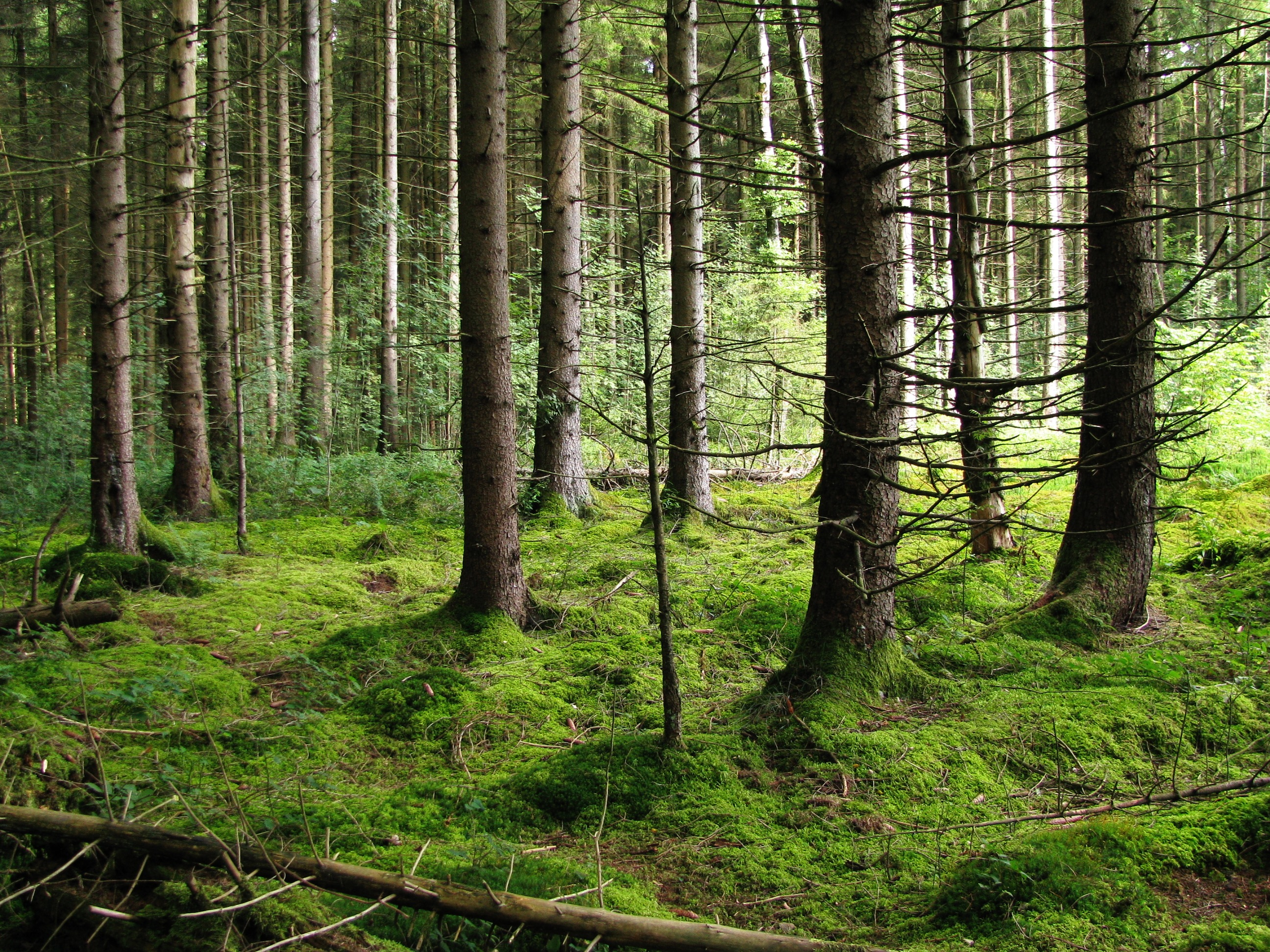
Forstenrieder Park (bosque al sur de Munich)

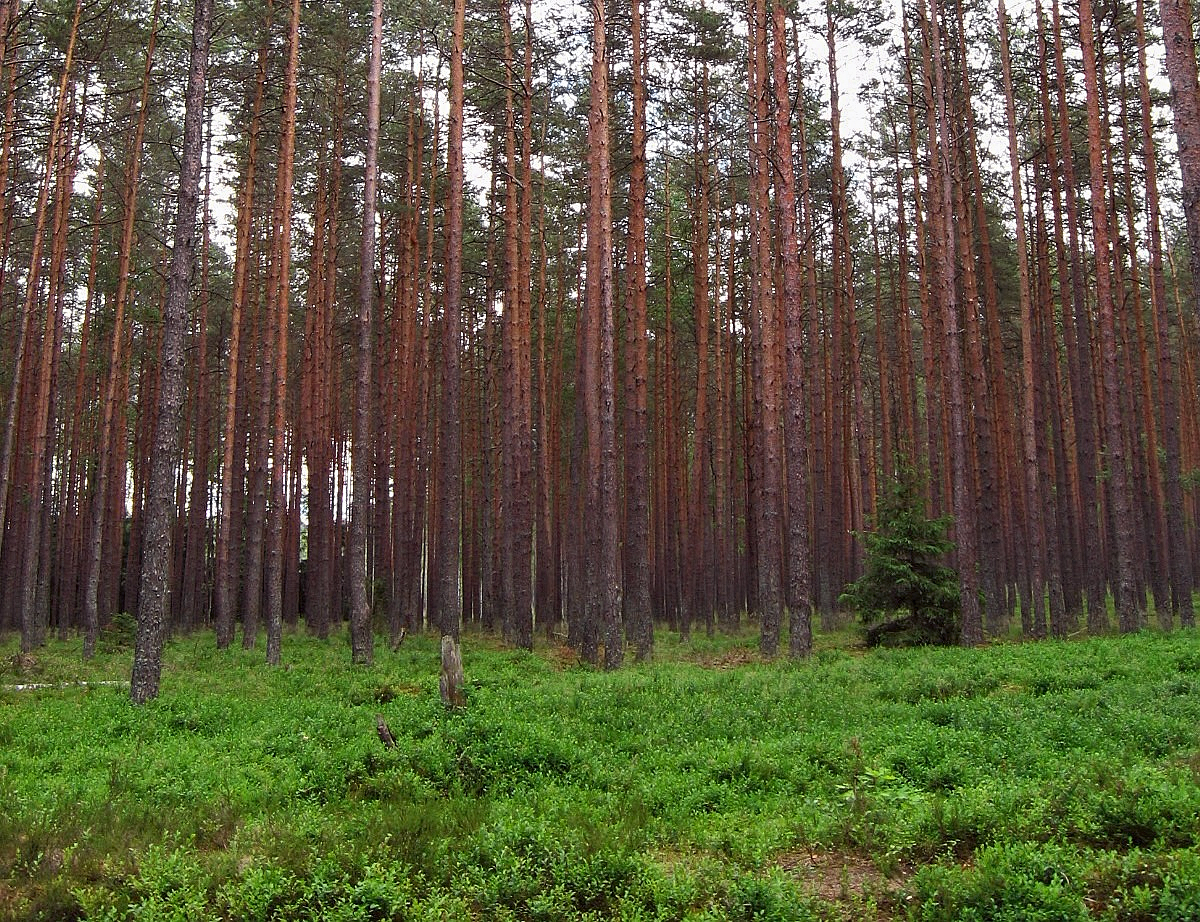
Bosque de pinos en Polonia.

El bosque templado de coníferas es un bioma terrestre definido por el Fondo Mundial para la Naturaleza. Los bosques templados de coníferas se encuentran predominantemente en áreas con veranos cálidos e inviernos frescos, y varían en sus tipos de vida vegetal. En algunos, dominan los árboles de hojas de aguja, mientras que otros albergan principalmente árboles de hoja perenne de hoja ancha o una combinación de ambos tipos de árboles, es un bioma terrestre correspondiente a bosques de coníferas de latitudes medias de clima templado o subalpino, y pluviosidad suficiente en donde predominan los árboles gimnospermos o coníferas. Por lo general son de altitud (bosque subalpino).
Los bosques templados de coníferas son comunes en las áreas costeras de las regiones que tienen inviernos templados y fuertes lluvias, o tierra adentro en climas más secos o áreas montañosas. Muchas especies de árboles habitan estos bosques, incluidos pinos, cedros, abetos y secoyas. El sotobosque también contiene una gran variedad de especies herbáceas y arbustivas. Los bosques templados de coníferas sostienen los niveles más altos de biomasa en cualquier ecosistema terrestre y son notables por árboles de proporciones masivas en las regiones templadas de bosques lluviosos.
Las regiones donde son notables los bosques templados de coníferas son en las siguientes regiones del mundo:
- la costa del Pacífico del noroeste de Norteamérica;
- Sur de Chile y sudoeste de Argentina en Sudamérica;
- Nueva Zelanda y Tasmania;
- climas costeros del Atlántico en Europa;
- noreste de Europa;
- el sur de Japón;
- el Cáucaso;
- bosque de coníferas de la península ibérica
- bosque Caledonio

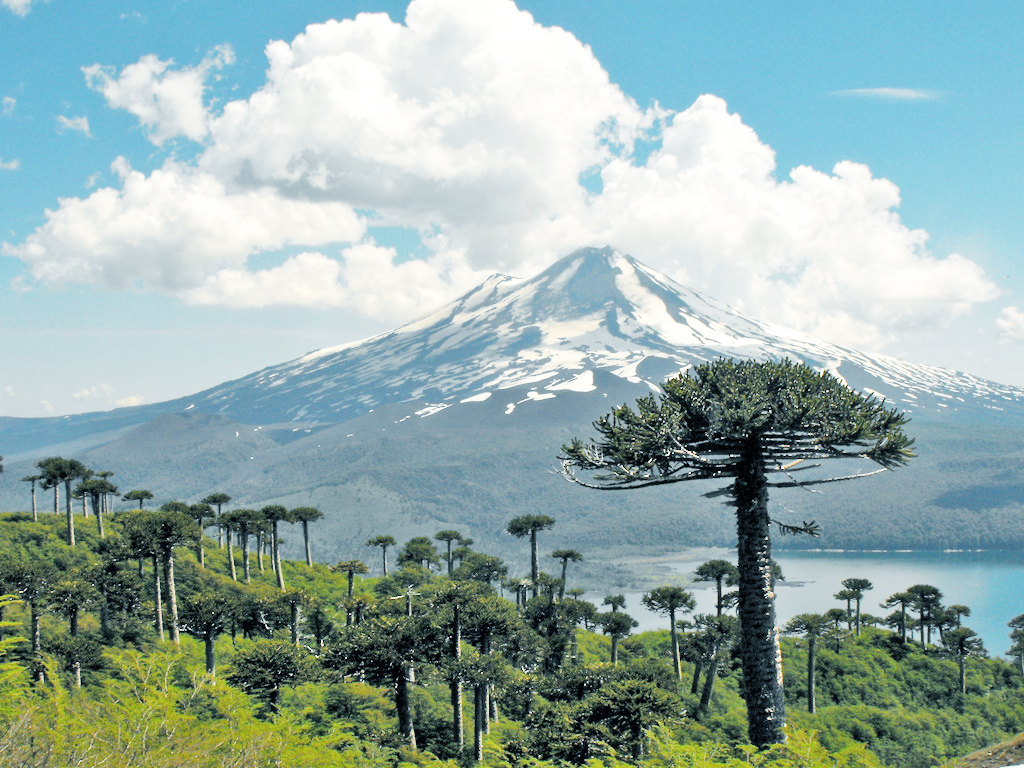
Araucaria araucana - parque nacional Conguillío

Muchas especies de coníferas componen estos bosques, como los cedros, cipreses, abetos, sabinas y enebros, kauris, pinos, mañíos, secuoyas, tejos, etc. El sotobosque contiene una gran variedad de especies herbáceas y arbustivas.

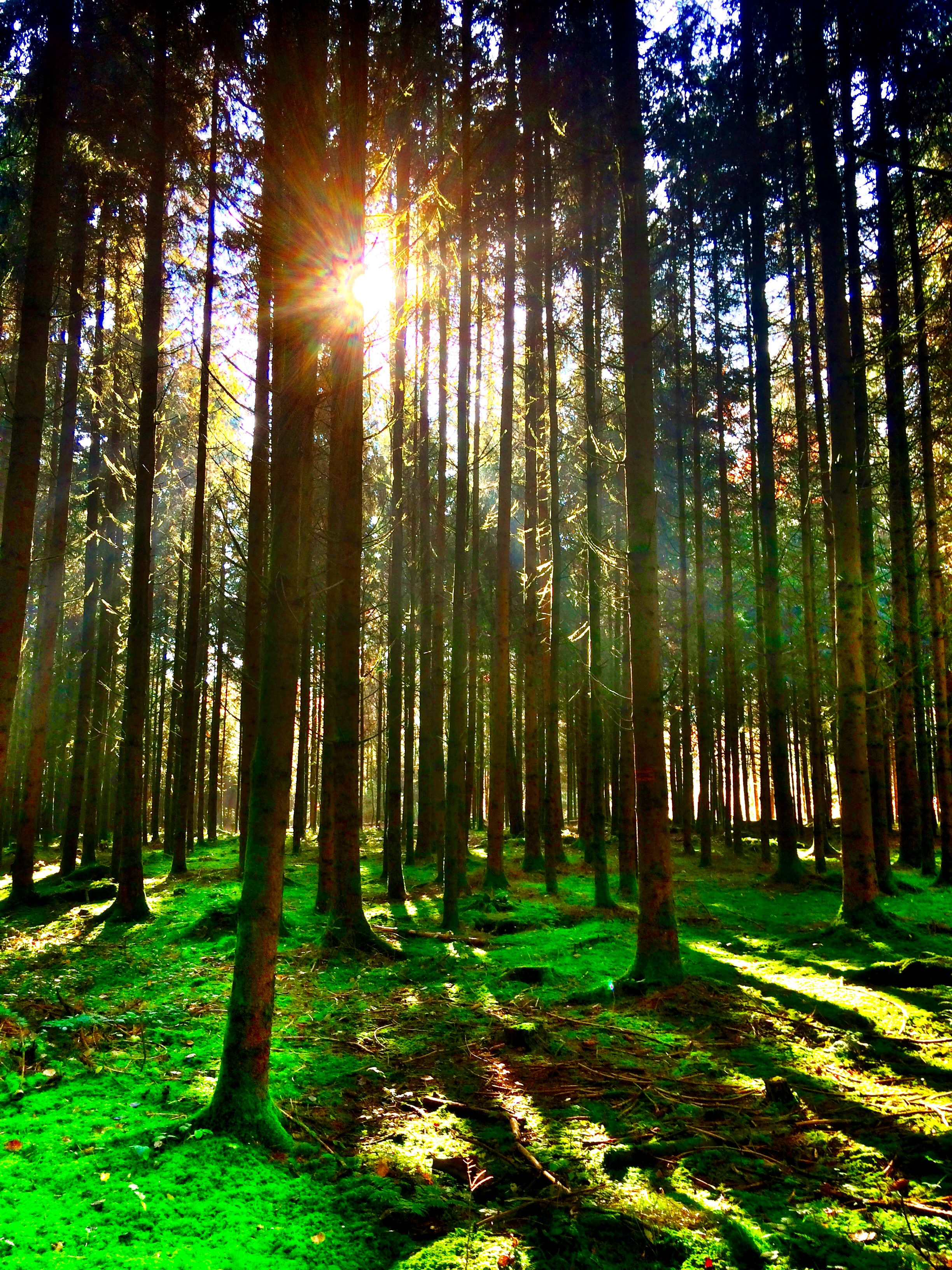
Lebensjahr

Estructuralmente, se trata de bosques bastante simples, formados por dos capas: el dosel y el sotobosque. En algunos casos existe también una capa intermedia arbustiva. Los bosques de pinos albergan un sotobosque herbáceo, que suele estar dominado por hierbas perennes, sujeto a incendios naturales ecológicamente importantes y presencia de helechos.
Los bosques templados de coníferas más húmedos contienen la mayor cantidad de biomasa de todos los ecosistemas terrestres, y destacan por las gigantescas proporciones de sus árboles: secuoya gigante (Sequoiadendron giganteum), secuoya roja de California (Sequoia sempervirens), abeto de Douglas (Pseudotsuga menziesii), lahuán (Fitzroya cupressoides), kauri (Agathis australis)... Estos bosques solo existen en pequeñas zonas del noroeste de Norteamérica, en el suroeste de Sudamérica y en el norte de Nueva Zelanda.
En las ecorregiones de bosque templado de coníferas, el WWF incluye también a bosques mixtos (coníferas y frondosas).